# Leonardo Patrasso
Leonardo Patrasso (Guarcino, 1230 – Lucca, 7 dicembre 1311) è stato un cardinale e arcivescovo cattolico italiano.

## Biografia
Religioso dei Frati Francescani Minori, fu canonico della cattedrale di Alatri e nel 1290 vescovo della medesima città.
Il suo nome è ricordato nell'antico Statuto di Alatri per l'ardua opera pacificatrice che egli svolse tra le famiglie nobili della città che si contendevano il potere religioso.
Il 3 gennaio 1295 fu trasferito alla diocesi di Jesi.
Il 17 giugno 1297 fu nominato vescovo di Aversa e il 20 luglio 1299, infine, arcivescovo di Capua.
Nel 1300 suo nipote Benedetto Caetani, divenuto Papa con il nome di Bonifacio VIII, lo chiamò a Roma per farlo cardinale nel concistoro del 2 marzo di quell'anno. Divenne così cardinale vescovo della sede suburbicaria di Albano.
Partecipò al conclave del 1303 che elesse papa il domenicano Niccolò Boccassini (papa Benedetto XI) ed a quello del 1304-1305 che elesse papa il cardinale Bertrand de Gut (papa Clemente V).
Fu decano del Sacro Collegio dei Cardinali dal 1309.
Morì a Lucca il 7 dicembre 1311 mentre era in viaggio verso Roma assieme ad altri due cardinali per l'incoronazione dell'imperatore Enrico VII. Fu sepolto nella chiesa domenicana di San Romano a Lucca.

## Successione apostolica
La successione apostolica è:
- Vescovo Pellegrino, O.E.S.A. (1301)
- Vescovo Gonzalo de Hinojosa (1301)
- Vescovo Roberto, O.E.S.A. (1302)
- Vescovo William Gainsborough, O.F.M. (1302)
- Vescovo Robert Orford, O.S.B. (1302)
- Vescovo Ugo Pelosi, O.S.B. (1302)
- Vescovo Eudes III de Grandson, O.S.B. (1306)
- Cardinale Arnaud d'Aux (1306)
- Arcivescovo Guillaume de Durfort, O.S.B. (1306)
- Arcivescovo Andrija I, O.F.M. (1307)
- Vescovo Lando di Pistoia (1307)
- Vescovo Bartolomeo Sinibuldi (1307)
- Vescovo Ermanno degli Anastasi (1307)